# Кэмпбелл, Бобби (шотландский футболист)
Роберт Инглис Кэмпбелл (англ. Robert Inglis Campbell; 28 июня 1922 года, Глазго, Шотландия — 4 мая 2009 года, Бристоль, Англия) известный как Бобби Кэмпбелл — шотландский футболист, полузащитник, большую часть карьеры отыгравший в английских клубах «Челси» и «Рединг».
Кэмпбелл начал профессиональную карьеру в шотландском «Фалкирке» на позиции вингера. Во время второй мировой войны выступал в качестве приглашённого игрока в «Куинз Парк Рейнджерс». В 1947 году присоединился к «Челси», отыграв в составе «синих» семь сезонов, перешёл в «Рединг», где и закончил карьеру футболиста.
Бобби Кэмпбелл сыграл в пяти матчах за национальную сборную Шотландии, отметился одним голом в ворота сборной Швейцарии в апреле 1950 года.
После окончания карьеры футболиста, Кэмпбелл вошёл в тренерский штаб «Рединга». В 1961 году стал главным тренером в шотландском «Дамбартоне», где отработал один сезон, после чего в течение 15 лет был скаутом «Бристоль Роверс». В ноябре 1977 возглавил клуб на тренерском мостике. Спустя два сезона подписал контракт с «Глостер Сити».